# 유전의 애수
"유전의 애수"는 1956년 공개된 대한민국의 영화이다.

## 배역
- 최무룡
- 백성희
- 문정숙
- 최남현
- 강계식
- 장민호
- 박암
- 조해원
- 이성일
- 이룡
- 주선태
- 노재신
- 황정순
- 나옥주